# Municipio de Westfield (condado de Fayette)
El municipio de Westfield (en inglés: Westfield Township) es un municipio ubicado en el condado de Fayette en el estado estadounidense de Iowa. En el año 2010 tenía una población de 297 habitantes y una densidad poblacional de 3,25 personas por km².

## Geografía
El municipio de Westfield se encuentra ubicado en las coordenadas 42°51′41″N 91°47′57″O / 42.86139, -91.79917. Según la Oficina del Censo de los Estados Unidos, el municipio tiene una superficie total de 91.41 km², de la cual 90,77 km² corresponden a tierra firme y (0,71 %) 0,64 km² es agua.

## Demografía
Según el censo de 2010, había 297 personas residiendo en el municipio de Westfield. La densidad de población era de 3,25 hab./km². De los 297 habitantes, el municipio de Westfield estaba compuesto por el 95,62 % blancos, el 3,03 % eran afroamericanos, el 0,34 % eran asiáticos y el 1,01 % eran de una mezcla de razas. Del total de la población el 0 % eran hispanos o latinos de cualquier raza.